# Croton vepretorum
Croton vepretorum är en törelväxtart som beskrevs av Johannes Müller Argoviensis. Croton vepretorum ingår i släktet Croton och familjen törelväxter. Inga underarter finns listade i Catalogue of Life.